# Konvergens (filosofi)
Inom filosofin är konvergens främst förknippat med Hans Larsson och dennes konvergenstanke. Denna teori innebär att till synes motstridiga åsikter egentligen är mera lika varandra än olika, och att ideologier egentligen har någorlunda samma mål. Divergensnettot, olikheterna, är enligt Larsson underordnat konvergensen.